# 華国鋒の個人崇拝

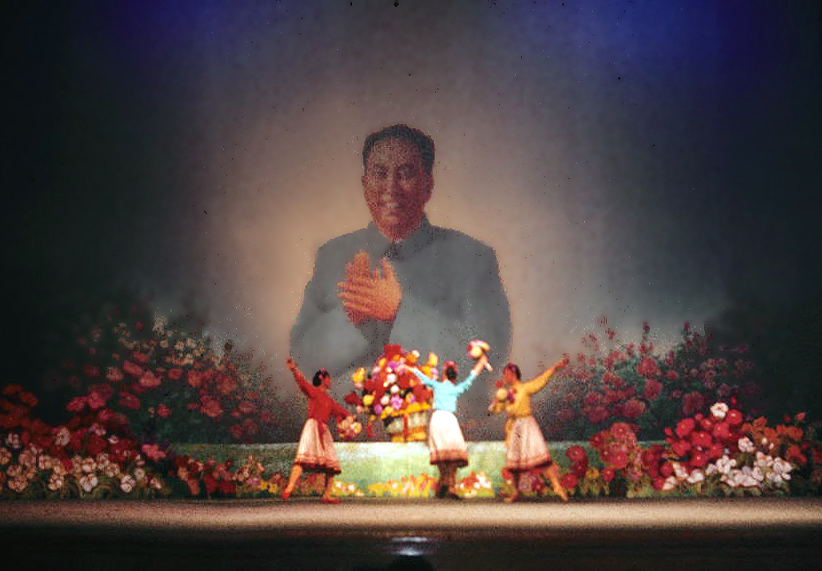
1978年、華国鋒の肖像画の前でバレエを踊る女性たち。

華国鋒の個人崇拝（かこくほうのこじんすうはい）は、かつて中華人民共和国の最高指導者（中共中央委員会主席、1976年10月7日 - 1981年6月29日）であった華国鋒に対して行われていた個人崇拝を示す。

## 背景
1976年1月、国務院総理の周恩来が死去した。その後任には、文化大革命を主導し国内で大きな力を持っていた毛沢東主義者による政治派閥「四人組」のメンバーが有力視されたが、実際には党内序列13位だった華国鋒が代行として指名された。毛沢東は周恩来の葬儀に出席しなかった。一方、周恩来が死ぬ前、実務派（周恩来、鄧小平など）と「四人組」は対立していた。そして周恩来の死後、鄧小平は江青（毛沢東の妻）もいる「四人組」にも批判を行った。これに対して「四人組」は鄧小平への批判を強め、華国鋒もそれに同調していた。
周恩来の死を嘆く民衆は天安門に集まり、「四人組」を批判する内容を語った。そして党の意向に背いて花輪を捧げ、それを止めようとした警官と乱闘騒ぎとなり、放火が発生する等、大事件に発展した。「四五天安門事件（第一次天安門事件）」である。この背景には、鄧小平によって回復した経済が彼の失脚により路線転換することへの危惧もあったとされる。しかし、「四人組」は鄧小平が事件を仕組んだと非難して失脚に追い込んだ。
同年7月には十大元帥の筆頭だった朱徳が死去。そして中華人民共和国初代中国共産党中央委員会主席として1945年から1976年まで独裁体制を築いた毛沢東は9月9日に死去した。死去に先立ち毛沢東は二つの文言を残した。一つが鄧小平の失脚、もう一つが後任として華国鋒を選ぶというものであった。すでに失脚していた鄧小平は毛沢東の死によっても復権しなかった。華国鋒は代行から正式な国務院総理に任命された（主席の枠は空白）。
毛の後継者指名を受けた華国鋒だが、「四人組」はその権力を狙い、政争が始まった。当時の双方の勢力比較は以下の通り：
- マスコミ - 「四人組」は文革を通じて『人民日報』などを牛耳っていた。そのため、「四人組」はマスコミを通じて自分たちのプロパガンダを流すことが可能だった。
- 軍に対する支配力 - 軍は華国鋒を支援していた。軍のトップ層（葉剣英）が江青を嫌っていたためである。
- 政治力 - 毛沢東の後継者指名を受けているため、華国鋒が有利。また四人組に対抗して鄧小平が華国鋒を支援していたことにより、より有利となる。

一方軍内にも汪東興や毛遠新など文革推進派はいたものの、「四人組」はそれをうまく動かすことができなかった。
軍事力・政治力で負けている「四人組」に勝ち目がないと考えた汪東興は「四人組」を裏切る。汪が率いる8341部隊は「四人組」とその関連人物を根こそぎ逮捕した。華国鋒も逮捕を認めた。そして政治的危険がある程度なくなった華国鋒は10月7日に中国共産党中央委員会主席に就任するのであった。
これにより1976年10月から1978年12月までの間に、毛沢東や「四人組」によって失脚した4600人以上の幹部を再度政府に呼び戻すことに成功。「四人組」によって失脚していた鄧小平も、1977年から職務復帰を果たし、中国共産党中央委員会で大きな影響を持つことになる。

毛沢東の支援から主席まで上り詰めた華国鋒は、以下のようなことを発言している：
我々はすべての毛主席の決定を断固守らねばならず、すべての毛主席の指示には忠実に従わなければならない
いわゆる「二つのすべて」である。華国鋒は「二つのすべて」のように、盲目的に毛沢東を信じ切っている部分があり、しばしば批判される。

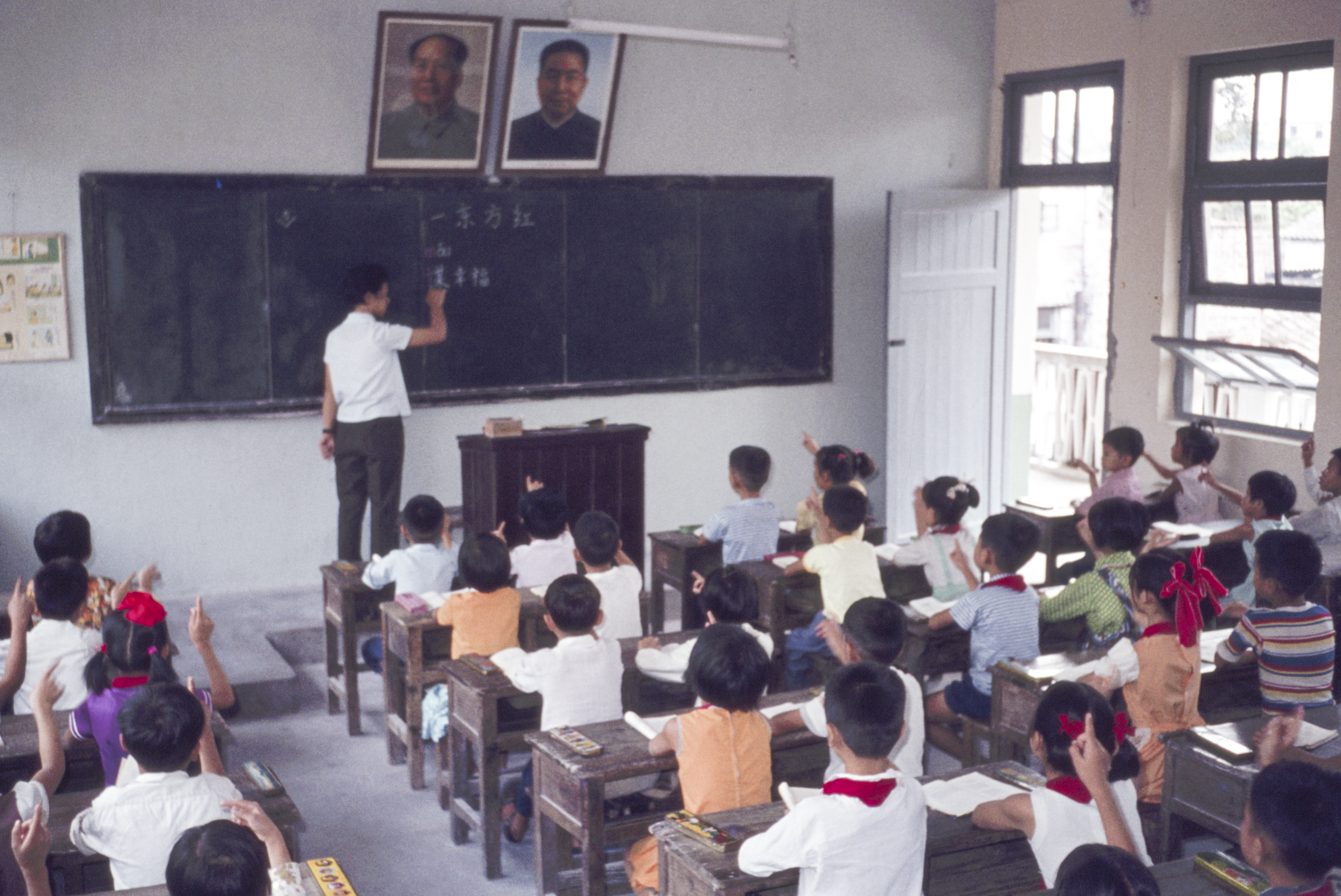
毛沢東の肖像画の隣に華国鋒の肖像画を飾る小学校の教室（1978年）。

華国鋒は文化大革命以来初となる普通高等学校招生全国統一考試の実施を行った。
1978年、華国鋒は憲法改正を行った。これにより誕生したのが78年憲法である。78年憲法では法の支配を実現させることや、「公民の基本的な権利および義務」について記された第3章を追加するなど、文革時代の憲法である75年憲法とは一線を画した。一方、毛沢東思想の継続革命論が序言で明記されているなど、文革から完全に脱却したとは言い難かった。

## 個人崇拝の開始

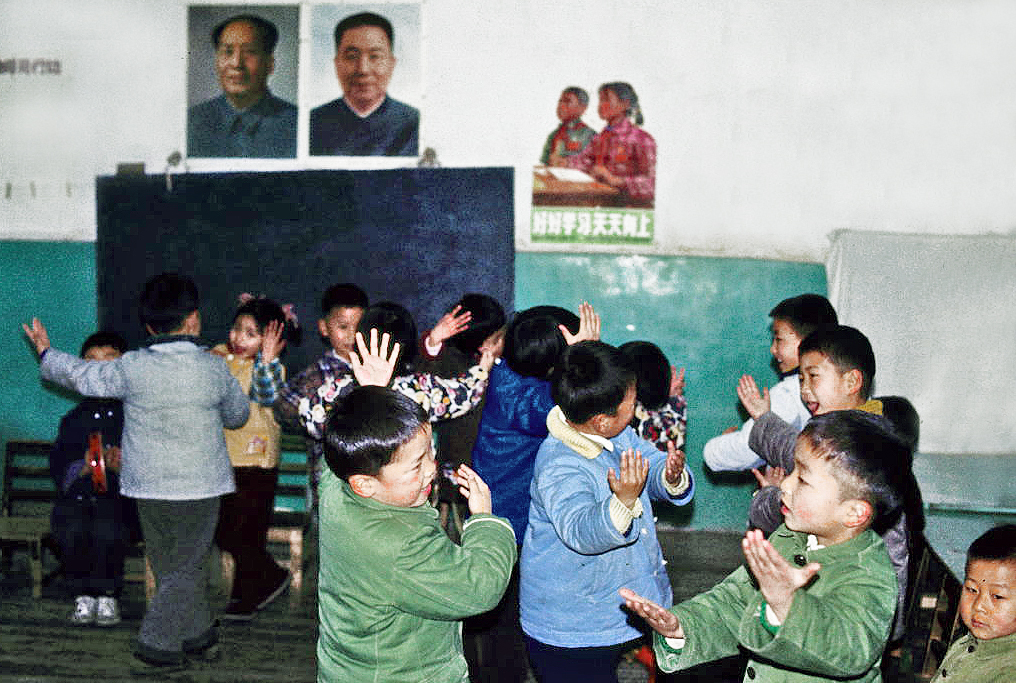
幼稚園で踊る子供たち（1978年、上海）。壁には毛沢東と華国鋒の肖像画が飾られている。

華国鋒は、毛沢東に対する個人崇拝をなくそうとはしなかった。それどころか、毛沢東を利用し自分自身に対する個人崇拝を始めたのである。毛沢東の髪形や素振りに似せたり、筆圧も似せるほどの徹底ぶりである。『毛主席語録』もよく引用した。例として
団結するのであって分裂せず、公明正大にするのであって陰謀詭計を働いてはならない
などとしているが、個人崇拝のために引用を行うため、過去の発言と矛盾することもしばしばあった。また、華国鋒の伝記や、『英明なる領袖華国鋒』という華国鋒を賛美する内容の書籍も刷られ、個人崇拝を助長した。その他、毛沢東が後継者指名を行う時に発言した
君であれば安心だ
は、華国鋒と毛沢東とのつながりを国民に見せ、華国鋒による支配の正当性を示すのに大々的に用いられた。その他、学校、官庁、公共機関には、毛沢東の肖像画と並んで華国鋒の肖像画を掲げることが義務づけられた。毛沢東の肖像画より華国鋒の肖像画の方が多く掲げられている時もあったという。

## 個人崇拝の失敗と失脚

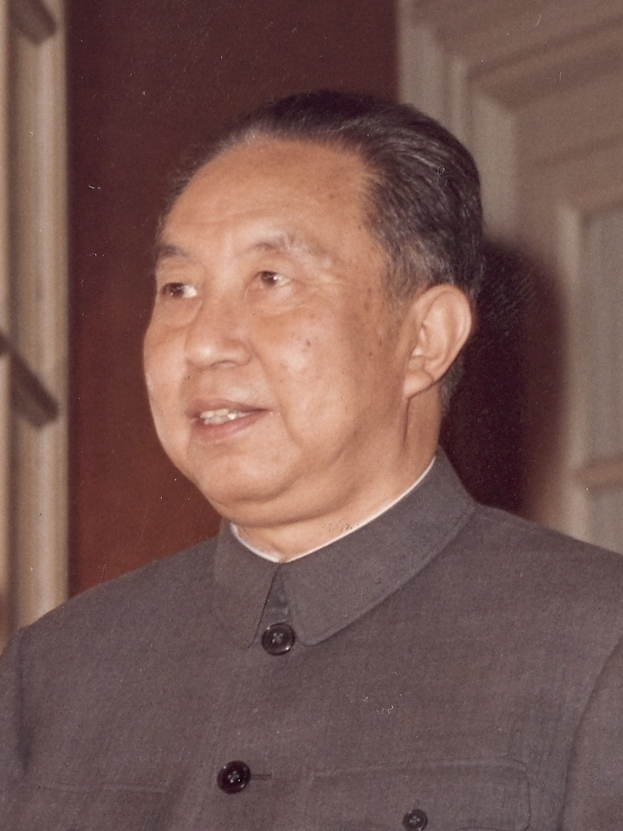
1979年4月、フランスのレンヌでの華国鋒。

「#個人崇拝の開始」で示したような華国鋒の個人崇拝政策は、以下のような原因によって失敗に終わった。
1. 毛沢東主義者が減り、鄧小平待望論が主流となった[21]
2. 個人崇拝に対して国民や共産党員は反対した[17]
3. 毛沢東を使って個人崇拝を行ったりしているが、毛沢東の妻を逮捕しているという矛盾[22]

中国共産党中央政治局も華国鋒の個人崇拝を批判し、以下のようにコメントしている：
（前略）華国鋒同志も一定の成果を上げてはいるが、党主席にふさわしい政治的・組織的能力がないことは明らかだ。彼が軍事委員会主席に任命されるべきではなかったことは、誰もが知っていることだ。
その他、鄧小平も華国鋒による個人崇拝を批判した。これを中国の歴史学者呉国光は「1979年（華国鋒の個人崇拝中）の中華人民共和国建国30周年という節目に、軍事パレードが行われなかったのは、鄧小平の反対があったからである」と読み解いている。
また華国鋒が行った政策「四つの近代化」も失敗に終わり、実力に勝る鄧小平に党内は傾き、1977年に鄧小平は党内序列第3位で復権を遂げた。1978年に開催された中国共産党第十一期中央委員会第三回全体会議（第11期三中全回）で華国鋒は党主席の座にはとどまったものの事実上権力を失い、鄧小平が実権を握った。
鄧小平は華国鋒の個人崇拝を批判していたのに対し、1984年の国慶節（鄧小平政権発足直後）に中華人民共和国建国35周年パレードを実施するなどして、自身への個人崇拝を行うようにしていくなど矛盾も見られた。
華国鋒の実質的な失脚に合わせて個人崇拝も終わっていった。華国鋒の肖像画などは数々と撤去されていった。また華国鋒の肖像画が降ろされることは、中国社会の脱イデオロギー化、改革開放の始まりを告げるのであった。